# 盛圓寺
盛圓寺（じょうえんじ）は、横浜市青葉区すみよし台にある日蓮宗の寺院。山号は能王山。旧本山は身延山久遠寺、池上芳師法縁。

## 歴史

### 概略
正応4年（1291年）7月10日、日蓮の高弟・六老僧の一人である蓮華阿闍梨日持を開山に迎え、その弟子の盛圓坊日孝及び能王院日妙尼が創建。その後、室町時代から戦国時代を経て荒廃の一途を辿ったが、天正年間（1573年-1593年）に實藏院日授が再興を発願し伽藍が整備されたと伝わる。その後、寛永18年（1641年）4月に4世・了運院日覺によって本堂が建立。続いて7世・實乘院日繼が鐘楼堂の建立を発願し、延宝7年（1679年）11月、8世・受仙院日性の代に領主の旗本・石丸定勝（大坂町奉行を務めた石丸定次の養子）から梵鐘の寄進を受け鐘楼堂が完成した。　更に宝永3年（1706年）には10世・證善院日久によって本堂が再建。宝暦10年（1760年）10月には13世・心慈院日昌によって客殿が再建された。その際に掲げられた棟札は身延山久遠寺42世・耐慈院日辰によって認められたもので、本山との結びつきの強さがうかがえる。また15世・了藏院日理によって祖師像の衣替えと基礎及び屋根の普請が行われ、享和2年（1802年）には19世・本妙院日昌によって再度本堂の屋根が普請された。また文政13年（1830年）12月には23世・圓應院日沾によって庫裡が再建されるなど、歴代住職の手により精力的な護持丹精が施された。その中でも26世・俊明院日彰（村野日彰）による普請は広範囲に及んだ。明治7年（1874年）3月に庫裡及び玄関の屋根葺き替え、同9年（1876年）9月に七面宮の大幟を新設、同12年（1879年）4月に炭小屋、8月に鐘楼堂を再建し、9月には物置小屋を新築。更には同14年（1881年）10月13日に迎えた日蓮の600遠忌記念事業として、明治15年（1882年）10月13日までの1年間に、祖師堂及び宝塔の建立・本堂の再建・荘厳具の購入と田畑の開墾（桑苗2700株の植栽）が行われ、寺観を一新する功績を立てた。更に時が下り、昭和43年（1968年）10月には30世・慈乘院日惠（大谷宣惠）により本堂が再建され、平成7年（1995年）には33世・日瀧（遠藤雅裕）によって客殿が再建された。また、令和3年（2021年）2月16日に迎えた日蓮の降誕800年記念事業として、34世・信受院日正（現住職）によって本堂の全面改修及び耐震工事・常夜灯の設置・枯山水庭園の造成が施されるなど、700年を超える古刹としての威容が整えられ現在に至っている。また代数が判明している34代の住職のうち、実に12代の住職が檀林の能化（化主）や高学歴の所化（学生）であり、その歴史に相応しい寺格である事がうかがえる。

### 年表
| 和暦（西暦）                 | 月日        | 住持                                             | 事歴                                                                                  |
| ---------------------------- | ----------- | ------------------------------------------------ | ------------------------------------------------------------------------------------- |
| 正応 4年（1291年）           | 7月10日     | 開山・蓮華阿闍梨日持 開基・盛圓坊日孝 能王院日妙 | 創建                                                                                  |
| 天正年間（1573年-1593年）    |             | 中興開山・實藏院日授                             | 再興                                                                                  |
| 寛永18年（1641年）           | 4月         | 4世・了運院日覺                                  | 本堂を建立                                                                            |
|                              |             | 7世・實乘院日繼                                  | 鐘楼堂の建立を発願                                                                    |
| 延宝 7年（1679年）           | 11月        | 8世・受仙院日性                                  | 都筑郡奈良村領主の旗本・石丸定勝が梵鐘を寄進、鐘楼堂を建立                            |
| 宝永 3年（1706年）           |             | 10世・證善院日久                                 | 本堂を再建                                                                            |
| 宝暦10年（1760年）           | 10月        | 13世・心慈院日昌                                 | 客殿を再建                                                                            |
|                              |             | 15世・了藏院日理                                 | 祖師像の衣替・基礎及び屋根の普請                                                      |
| 享和 2年（1802年）           |             | 19世・本妙院日昌                                 | 本堂屋根の普請                                                                        |
| 文政13年（1830年）           | 12月        | 23世・圓應院日沾                                 | 庫裡を再建                                                                            |
| 明治 7年（1874年）           | 3月         | 26世・俊明院日彰                                 | 庫裡及び玄関の屋根葺き替え                                                            |
| 明治 9年（1876年）           | 9月         | 26世・俊明院日彰                                 | 七面宮の大幟を新設                                                                    |
| 明治12年（1879年）           | 4月 8月 9月 | 26世・俊明院日彰                                 | 炭小屋を再建 鐘楼堂を再建 物置小屋を再建                                              |
| 明治14-15年（1881年-1182年） |             | 26世・俊明院日彰                                 | 日蓮の600遠忌事業として、祖師堂及び宝塔を建立・本堂の再建・荘厳具の購入・田畑の開墾   |
| 昭和43年（1968年）           | 10月        | 30世・慈乘院日惠                                 | 本堂を再建                                                                            |
| 平成 7年（1995年）           |             | 33世・日瀧                                       | 客殿を再建                                                                            |
| 令和3-5年（2021年-2023年）   |             | 34世・信受院日正                                 | 日蓮の降誕800年事業として、本堂の全面改修及び耐震工事・常夜灯の設置・枯山水庭園の造成 |

## 伽藍・境内
本堂
昭和43年（1968年）10月に30世・慈乘院日惠（大谷宣惠）によって再建。七面天女・鬼子母神等を祀る。
客殿
平成7年（1995年）に33世・日瀧（遠藤雅裕）によって再建。
庚申塚
帝釈天を祀る。

## 歴代住持
| 歴代     | 法号 （俗姓・道号）              | 命日（享年［数え年］）            | 経歴 |
| -------- | -------------------------------- | --------------------------------- | --- |
| 開山     | 蓮華阿闍梨日持 （松野氏）        | 永仁3年（1295年）1月1日（46歳）   | 六老僧・甲斐公 本山 貞松山蓮永寺（静岡県区静岡市葵区） 開山 本山 広布山本満寺（京都府京都市上京区） 崇敬開山 宗門史跡 妙光山法華寺（北海道松前郡松前町） 開山 成翁山法華寺（北海道檜山郡江差町） 開基 日持山妙應寺（北海道函館市石崎町） 開山 大圓山妙蓮寺（北海道松前郡福島町） 崇敬開山 広布山蓮華寺（青森県青森市本町） 開基 蓮華山東之院（東京都大田区池上） 開山 身延山窪之坊（山梨県南巨摩郡身延町） 開山 円応山法蓮寺（静岡県富士市南松野） 開山 妙法山永精寺（静岡県富士市南松野） 開山 松林山妙永寺（静岡県富士市浅間上町） 開山 他 多数開山 |
| 開基     | 盛圓坊日孝 能王院日妙 （吉田氏） |                                   | |
| 中興開山 | 實藏院日授                       | 天正16年（1588年）3月10日         | |
| 2世      | 久成院日秀                       | 1月16日                           | |
| 3世      | 圓妙院日勢                       | 慶長7年（1602年）8月1日           | |
| 4世      | 了運院日覺                       | 明暦2年（1656年）9月4日           | |
| 5世      | 敬信院日良                       | 寛文3年（1663年）11月29日         | |
| 6世      | 本學院日行                       | 14日                              | |
| 7世      | 實乘院日繼                       | 寛文10年（1670年）3月20日         | |
| 8世      | 受仙院日性 (月圓)                | 享保2年（1717年）2月23日          | |
| 9世      | 通仙院日義                       | 宝永3年（1706年）5月2日           | |
| 10世     | 證善院日久                       | 宝永3年（1706年）6月7日           | |
| 11世     | 普善院日透                       | 宝暦10年（1760年）11月24日        | |
| 12世     | 善立院日芳                       | 宝暦2年（1752年）1月15日          | 久住山宏善寺（東京都町田市本町田） 歴世 |
| 13世     | 心慈院日昌                       | 安永6年（1777年）5月7日           | |
| 14世     | 了智院日達                       | 安永7年（1778年）1月7日           | |
| 15世     | 了藏院日理                       | 安永3年（1774年）5月5日           | |
| 16世     | 玄妙院日耀                       | 安永7年（1778年）5月7日           | |
| 17世     | 海善院日信                       | 文化10年（1813年）6月14日         | |
| 18世     | 本善院日翁                       |                                   | |
| 19世     | 本妙院日昌                       | 文化4年（1807年）4月21日          | |
| 20世     | 玄悟院日領                       |                                   | |
| 21世     | 理静院日運                       |                                   | |
| 22世     | 玄久院日永 (鴨志田氏)            | 文政8年（1825年）9月13日          | |
| 23世     | 圓應院日沾 (了直)                | 明治11年（1896年）5月31日         | 飯高檀林 妙雲山飯高寺（千葉県匝瑳市飯高） 350世能化 栄久山光福寺（千葉県いすみ市大野） 37世 妙建山本立寺（東京都品川区東五反田） 歴世 |
| 24世     | 智法院日峯                       | 安政3年（1856年）2月25日（45歳）  | 東山檀林 妙慧山善正寺（京都府京都市左京区） 536世能化 照光山円長寺（東京都大田区南雪谷） 17世 |
| 25世     | 慈乘院日久 (完珠)                | 明治4年（1872年）8月23日          | 南谷檀林 朗慶山照栄院（東京都大田区池上） 97世能化 東山檀林 妙慧山善正寺（京都府京都市左京区） 646世能化 廣栄山一乗寺（東京都港区麻布台） 19世 |
| 26世     | 俊明院日彰 (村野日彰)            |                                   | 行時山光則寺（神奈川県鎌倉市長谷） 30世 |
| 27世     | 慈俊院日學 (朝岡圓潮)            |                                   | 八聲山調顕寺（千葉県夷隅郡大多喜町） 35世 潮耀山惠日寺（千葉県勝浦市串浜） 36世 |
| 28世     | 唱讓院日敬 (井手耀信)            | 昭和2年（1927年）6月15日          | |
| 29世     | 耀賢院日達 (森耀賢)              | 昭和27年（1952年）1月12日（66歳） | |
| 30世     | 慈乘院日惠 (大谷宣惠)            | 昭和46年（1971年）9月26日         | 具足山圓妙寺（山梨県甲府市小曲町） 歴世 |
| 31世     | 慈恵院日雅 (小川道也)            | 平成17年（2005年）1月10日         | 大経山心浄院（東京都大田区池上） 56世 |
| 32世     | 日夫 (遠藤薫貴)                  |                                   | 遠香山浄心寺（神奈川県茅ケ崎市香川） 16世 |
| 33世     | 日瀧 (遠藤雅裕)                  |                                   | |
| 34世     | 信受院日正 （現住職）            |                                   | |

## 近隣施設
- こどもの国
- 横浜美術大学
- 日本体育大学 横浜・健志台キャンパス
- 法性山蓮生寺 - 横浜市緑区の日蓮宗寺院。永禄2年（1559年）、明静院日領（1575年没）を開山に創建。寺内の青砥大明神は、鎌倉時代に領主であった青砥左衛門藤綱を祀るもので、享保17年（1732年）池上林昌寺から日義を招き勧請したもの。
- 蓮秀山本柳寺 - 横浜市緑区の日蓮宗寺院。一楊院日教（1577年没）が創建。

## 参考資料
- 『大過去帳』/盛圓寺/
- 「奈良村 盛圓寺」『新編武蔵風土記稿』 巻ノ87都筑郡ノ7、内務省地理局、1884年6月。NDLJP:763987/108。
- 『日蓮宗大観』/西村慈珖 編/日蓮宗大観刊行会/大正7年（1918年）
- 『宗祖第七百遠忌記念出版 日蓮宗寺院大鑑』/日蓮宗寺院大鑑編集委員会/大本山池上本門寺/昭和56年(1981年)